# Dacnusa clavata
Dacnusa clavata är en stekelart som först beskrevs av Léon Abel Provancher 1886.  Dacnusa clavata ingår i släktet Dacnusa och familjen bracksteklar. Inga underarter finns listade i Catalogue of Life.